# Берхала (острів)
Берхала — острів в Індонезії. 
Площа — 2.5 км2.

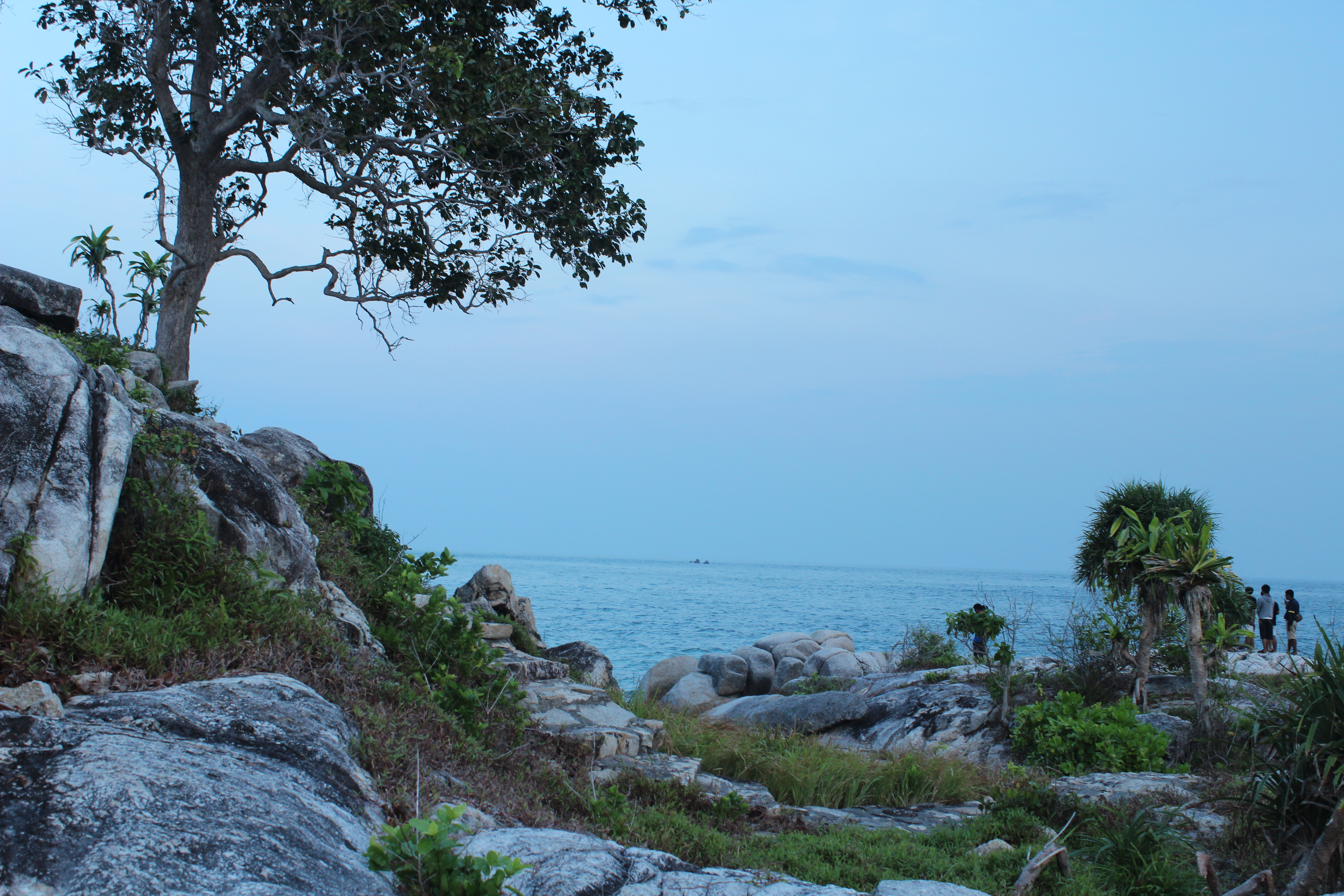
Вид на пляж з острова Берхала на островах Ріау, Індонезія

Розташований в однойменній протоці між островами Джамбі і Сінґкепом. Є одним з 92 офіційно зареєстрованих віддалених островів Індонезії.
Приналежність острову є причиною суперечки між островами Ріау і провінцією Джамбі.